# Unter den Linden (film)
Unter den Linden je německý němý film z roku 1896. Režisérem je Max Skladanowsky (1863–1939). V Deutsche Kinemathek se nachází 35mm kopie.

## Děj
Film zachycuje bulvár Unter den Linden, i když přesné místo nelze přesně určit. Jde každopádně o křižovatku, na které jsou kočáry tažené koňmi a chodci.